# Tasja Cathrin Rosè
Tasja Cathrin Rosè (* 7. Dezember 1993 in München, Deutschland) ist eine deutsche Schauspielerin, Sängerin und Songwriterin.

## Leben
Tasja Cathrin Rosè wurde 1993 in München geboren, wo sie nach ihrem Abitur zunächst Physik studierte, dann jedoch ihren Abschluss in Ägyptologie mit einem Aufbaustudium in Biologie machte. Noch während ihrer Schulzeit trat sie in den Chor der Bayerischen Staatsoper ein, wo sie bis 2009 bei diversen Opern wie Carmen, La Bohème und Alice in Wonderland (Oper) mitwirkte.
2020 begann sie ihre Schauspielausbildung an der Live act Akademie der Schauspielkunst und arbeitete bereits vor ihrem Abschluss 2023 bei ersten Filmproduktionen.

## Karriere
2022 veröffentlichte Tasja Cathrin Rosè ihre Debüt-Single You Will See Me on the Show. 2023 erschien ihre Single Evoken Fate, bei der sie sich mit der Komplexität der eigenen Wünsche gegenüber den gesellschaftlichen Erwartungen auseinandersetzt.
Als Schauspielerin drehte Tasja Cathrin Rosè unter anderem für K11 – Die neuen Fälle, Sturm der Liebe, Aktenzeichen XY … ungelöst und Kommissarin Lucas – Finale Entscheidung sowie für Werbespots von Hama (Unternehmen).

## Filmografie
- 2020: Der Pass
- 2021: K11 – Die neuen Fälle
- 2021: Sturm der Liebe (Fernsehserie, 1 Folge)
- 2021: Gestern waren wir noch Kinder
- 2021: 37 Sekunden (Fernsehserie)
- 2022: Aktenzeichen XY … ungelöst
- 2023: Kommissarin Lucas – Finale Entscheidung
- 2022: Wir haben einen Deal
- 2023: Girl You Know It’s True
- 2024: Münter & Kandinsky

## Diskografie

### Singles
- 2022: You Will See Me on the Show
- 2023: Evoken Fate
- 2024: Summer Kisses
- 2024: Lie Girl